# Reginald Howard Wilenski
Reginald Howard Wilenski, né le 7 mars 1887 à Londres et mort le 19 avril 1975 à Marlow dans le Buckinghamshire, est un critique d'art, historien et occasionnellement un peintre britannique.

## Biographie
Reginald Howard Wilenski est né le 7 mars 1887 au 16 Upper Westbourne Terrace dans le quartier de Paddington à Londres. Il est le fils d'Abraham Arthur Wilenski, un marchand, et de sa femme, Alice (née Simeon).
Il étudie au Balliol College à Oxford. 
Il est critique d'art, historien, écrivain sur l'art et occasionnellement peintre.
Il est mort le 19 avril 1975 à Marlow dans le Buckinghamshire, d'une pneumonie.

## Publications
Liste non exhaustive :
- (en) Reginald Howard Wilenski, Flemish Painters, 1430-1830, Viking Press
- (en) Reginald Howard Wilenski, An Outline of English Painting, Faber & Faber Limited, 1946, 75 p.
- (en) Reginald Howard Wilenski, Modern French Painters, Vintage Books
- (en) Reginald Howard Wilenski, The Modern Movement in Art, T. Yoseloff, 1957, 216 p.
- (en) Reginald Howard Wilenski et Lillian Browse, Sickert, Faber & Faber, 1943, 63 p.